# Frans Breugelmans (1886-1957)
Franciscus Joannes (Frans) Breugelmans (Turnhout, 26 september 1886 – aldaar, 5 juli 1957) was een Belgisch arbeider en politicus voor de BWP.

## Levensloop
Eerst van 1898 tot 1913 werkzaam als fabrieksarbeider, werd Breugelmans in laatstgenoemd jaar permanent propagandist binnen de Belgische Werkliedenpartij-afdeling van het arrondissement Turnhout, waarvan hij van 1913 tot 1920 secretaris was. Daarnaast was hij actief in de metaalbewerkers-vakbond en was hij vanaf 1911 secretaris van de mutualiteit De vereenigde socialistische metaalbewerkers en vanaf juli 1918 beheerder van de Turnhoutse afdeling van Bond Moyson. Voorts was Breugelmans betrokken bij coöperatieve activiteiten; zo was hij in 1908 medeoprichter van samenwerkende maatschappij De Volkswil, waarvan hij vele jaren bestuurder was, en zetelde hij vanaf 1923 in het bestuur van de samenwerkende vennootschap Het Feestpaleis. Tijdens de Eerste Wereldoorlog was hij daarenboven werkend lid van het Nationaal Hulp- en Voedingscomité, afdeling Turnhout, en hij schreef eveneens bijdragen in de socialistische kranten Voor allen en Nieuws uit de Kempen.
Na de Eerste Wereldoorlog bouwde Breugelmans een politieke carrière uit. Van 1921 tot 1952 was hij gemeenteraadslid van Turnhout, waar hij na de Tweede Wereldoorlog van 9 december 1944 tot 1946 tevens schepen was. Van december 1932 tot maart 1939 was hij bovendien lid van de Senaat, als rechtstreeks gekozen senator voor het arrondissement Mechelen-Turnhout.